# Bernard Fowler
 (janvier 2017).
Si vous disposez d'ouvrages ou d'articles de référence ou si vous connaissez des sites web de qualité traitant du thème abordé ici, merci de compléter l'article en donnant les références utiles à sa vérifiabilité et en les liant à la section « Notes et références ».
Pour les articles homonymes, voir Fowler.
Bernard Fowler, né le 2 janvier 1960 à New York, est un chanteur et un guitariste américain.

## Biographie
Professionnel de studio dans de nombreux registres musicaux (Soul, Salsa, Jazz, Hip-hop, etc.), il participe à un nombre très important d'enregistrements discographiques, notamment pour Ryuichi Sakamoto, Gil Scott Heron, Sly & Robbie, Material, Bootsy Collins, Duran Duran, Herb Alpert, Paul Carrack, Yoko Ono et les Rolling Stones, dont il partage la vie professionnelle depuis 1985. Première collaboration comme choriste sur "She's The Boss", le premier album solo de Mick Jagger sorti en 1985, suivi de sa participation au Steel Wheels World Tour de 1989 et de nombreuses apparitions sur les disques en solo de Keith Richards, Charlie Watts ou Ron Wood.
On dit de lui qu'il est quasiment impossible de ne jamais avoir entendu sa voix.[réf. nécessaire]
Il s'est placé sur le devant de la scène à quelques reprises :
- Odéon, avec Beside en 1984 (Carrere)
- dans le film Beat Street, où on le voit interpréter la chanson finale du film
- avec le groupe Tackhead
- avec son propre groupe, Peech Boys.